# Comuna Jasenice, Zadar
Jasenice este o comună în cantonul Zadar, Croația, având o populație de 1.398 de locuitori (2011).

## Demografie
Componența etnică a comunei Jasenice
     Croați (95,92%)
     Sârbi (3%)
     Necunoscut (0,21%)
     Neclasificat (0,57%)
Componența confesională a comunei Jasenice
     Catolici (95,35%)
     Ortodocși (3,15%)
     Necunoscută (0,43%)
     Alte religii (1,07%)
Conform recensământului din 2011, comuna Jasenice avea 1.398 de locuitori. Din punct de vedere etnic, majoritatea locuitorilor (95,92%) erau croați, cu o minoritate de sârbi (3,0%). Apartenența etnică nu este cunoscută în cazul a 0,21% din locuitori. Din punct de vedere confesional, majoritatea locuitorilor (95,35%) erau catolici, cu o minoritate de ortodocși (3,15%). Pentru 0,43% din locuitori nu este cunoscută apartenența confesională.